# Reacción acrosómica

Diagrama que muestra los pasos de una reacción acrosómica como ocurre en los Erizos de Mar.

Al producirse la unión primaria entre la zona pelúcida y el espermatozoide, se desencadena la reacción acrosómica en varios puntos de la cabeza del espermatozoide. Esto produce una fusión entre la membrana plasmática del óvulo y la membrana externa del acrosoma, liberando el contenido de este al medio externo y dejando al espermatozoide protegido por la membrana acrosomal interna.
El contenido de la vesícula o acrosoma, está compuesto esencialmente por enzimas hidrolíticas como la hialuronidasa, acrosina y tripsina, las cuales ayudan al espermatozoide a avanzar por la zona pelúcida (disolviendo la matriz intercelular de las células que rodean al ovocito) a razón de 1 μm/min hacia el ovolema; además de proteínas que ayudan a la fusión de la membrana interna del acrosoma a esta capa con la consecuente liberación del contenido del espermatozoide (mitocondrias, flagelo, núcleo condensado y centrosoma del cuello) al citoplasma del ovocito. Las mitocondrias y el flagelo serán degradados, mientras que el resto de componentes tendrán importante función en la concepción.
Es necesario que se produzca una correcta capacitación previa del espermatozoide para que se produzca esta reacción acrosómica. También algunas glicoproteínas de la zona pelúcida inducen la activación de la reacción acrosómica (ZP3), y se ha demostrado que otras participan en la interacción entre las membranas (ZP2).
La zona pelúcida tiene un espesor de 7-24 micras. Cuando la reacción acrosómica ha terminado, el espermatozoide queda recubierto por la membrana del ovocito. Las proteínas implicadas en la fusión de membranas es Izumo en el espermatozoide y Juno en el ovocito. Tras la fusión, una entrada masiva de sodio y calcio provoca el cierre de la zona pelúcida. El aumento de calcio también provoca la liberación de los gránulos corticales del ovocito que modifican la zona pelúcida, alteran la estructura de manera irreversible, haciéndola impermeable a otros espermatozoides impidiendo la entrada de otro, bloqueándose así la polispermia. No obstante, este mecanismo puede fallar y producirse la fecundación de un óvulo por dos espermatozoides.